# Beke Imre (labdarúgó)
Beke Imre (Kalocsa, 1922. augusztus 24. – ?)  magyar labdarúgó.
Az FTC ifi csapatából került a Kispesthez.

## Sikerei, díjai
Ferencvárosi TC
- Magyar kupa
  - győztes: 1942-43